# Зверєв Петро Якович
Петро Якович Зверєв (1905, село Вільхівка Успенської волості Області Війська Донського, тепер селище Донецької області — ?) — радянський діяч, голова виконавчого комітету Ворошиловградської міської ради депутатів трудящих.

## Життєпис
З одинадцятирічного віку працював котлочистом шахти «Надія» Вільхівського акціонерного товариства. У 1917—1918 роках — вагонник шахти «Надія» Сорокинского рудоуправління. У 1918—1920 роках —  мастильник підйомної машини Сорокинського рудоуправління. У 1920—1924 роках — підручний слюсаря шахти «Надія». У 1924—1929 роках — слюсар із механізації шахти імені Ворошилова Краснодонського рудоуправління. 
Член ВКП(б) з 1925 року (партквиток 1778963).
У 1929—1930 роках закінчив фабрично-заводський технікум і Луганську окружну радпартшколу. 
З 1930 року працював пропагандистом Успенського районного комітету КП(б)У. З 1932 року — завідувач відділу партійної просвіти Успенського крила при Ворошиловградському міському комітеті КП(б)У. З 1935 року — інструктор Ворошиловградського міського комітету КП(б)У.
У вересні 1937 — липні 1938 року — 3-й секретар Ворошиловградського міського комітету КП(б)У.
У червні 1938 — листопаді 1939 року — завідувач відділу вугільної промисловості Ворошиловградського обласного комітету КП(б)У.
З листопада 1939 до липня 1942 року — голова виконавчого комітету Ворошиловградської міської ради депутатів трудящих. Після окупації області німецькими військами евакуювався до Казахської РСР. 
У жовтні 1942 — 1943 року — 1-й секретар Сталінського районного комітету КП(б) Казахстану міста Караганди.
З березня 1943 до 20 лютого 1944 року — знову голова виконавчого комітету Ворошиловградської міської ради депутатів трудящих.
На 1946—1947 роки — секретар Краснодонського районного комітету КП(б)У Ворошиловградської області.
Подальша доля невідома.

## Нагороди
- орден «Знак Пошани»
- медалі